# 8242 Joshemery
8242 Joshemery eller 1975 SA1 är en asteroid i huvudbältet som upptäcktes den 30 september 1975 av den amerikanska astronomen Schelte J. Bus vid Palomar-observatoriet. Den är uppkallad efter Joshua P. Emery.
Den tillhör asteroidgruppen Eos.